# Black Black
 (septembre 2024).
Si vous disposez d'ouvrages ou d'articles de référence ou si vous connaissez des sites web de qualité traitant du thème abordé ici, merci de compléter l'article en donnant les références utiles à sa vérifiabilité et en les liant à la section « Notes et références ».
Albums de Chokebore
Days of Nothing
(1997) Strange Lines
(2001)
Black Black est le quatrième album de Chokebore. Il a été enregistré au Black Box Studio, en France (tout comme l'album précédent A Taste for Bitters), sauf le titre Where is the Assassin ?, enregistré lui au Chokeboresound Studio, à Los Angeles. Cet album est sorti directement en Europe, uniquement au format CD chez Boomba Rec en 1998 (les albums précédents de Chokebore (Motionless, Anything Near Water et A Taste for Bitters) ont, à cette occasion, été réédités chez Boomba Rec). Il a été réédité aux États-Unis l'année suivante, en 1999, chez Punk iN My Vitamins, au format CD et vinyle (catalogue : PNMV 22).

## Titres
Les treize pistes de cet album sont :
| No  | Titre                           | Durée |
| --- | ------------------------------- | ----- |
| 1.  | Speed of Sound                  | 3:59  |
| 2.  | Never Feel Sorry Again          | 2:52  |
| 3.  | You Are the Sunshine of My Life | 2:43  |
| 4.  | Valentine                       | 2:58  |
| 5.  | Every Move a Picture            | 4:03  |
| 6.  | Distress Signals                | 1:14  |
| 7.  | The Perfect Date                | 3:46  |
| 8.  | Sad Getting Sadder              | 1:55  |
| 9.  | Alaska                          | 2:05  |
| 10. | The Sweetness                   | 4:24  |
| 11. | Lives Like Satellites           | 2:46  |
| 12. | Where is the Assassin ?         | 4:28  |
| 13. | The Rest of Your Evening        | 15:12 |

## Commentaires
Le line-up de Chokebore crédité sur cet album est le suivant : Troy Von Balthazar y est crédité en tant que Troy Bruno Balthazar, James Kroll en tant que A Frank G, Jonathan Kroll en tant que Jonathan, Mike Featherson en tant que miik.
À noter que Christian Omar Madrigal Izzo, batteur habituel de Chokebore, a été remplacé sur cet album par Mike Featherson sauf sur le titre Distress Signals où il assure bien la batterie.
La dernière plage de l'album, The Rest of Your Evening, reprend le titre de la dernière plage de l'album précédent A Taste for Bitters ainsi que du dernier titre de l'extended play Strange Lines, leurs durées anormalement longues par rapport au reste des plages des deux albums peuvent aussi les rapprocher (15:12 ici, 18:46 sur Strange Lines et 20:20 sur A Taste for Bitters), mais alors que sur A Taste for Bitters il s'agissait d'une récitation des paroles de l'album traduites en suédois, il s'agit ici d'une chanson à part entière.
Le titre Alaska peut se retrouver sur l'extended play Days of Nothing sorti un an plus tôt, sous le nom The Alaskas et dans une version différente de celle de cet album.
Le titre Speed of Sound peut se retrouver sur la compilation Taty du Post Rock, sortie en 1999, dans une version alternative appelée Speed of Sound (Chokeboresound Studio Version). Cette même version alternative, appelée cette fois-ci Speed of Sound (semi-acoustic version), est aussi présente sur le double 45 tours "Chokebore", sorti en 1999.
Les titres You Are the Sunshine of My Life et Valentine bénéficieront d'une sortie en double 45 tours ("Chokebore" en 1999).
Le titre The Perfect Date se retrouve sur la compilation Sampler Rock Sound Volume 20 (1998) mais elle y est créditée comme étant Sad Getting Sadder. L'erreur provient de la façon inhabituelle dont sont numérotées les chansons sur Black Black : au lieu de 1. Speed of Sound 2. Never Feel Sorry Again... il est indiqué au dos de la pochette Speed of Sound 1. Never Feel Sorry Again 2. ... ce qui explique l'inversion.